# Jan Gulba
Jan Gulba (ur. 4 czerwca 1940 w Bytomiu) – polski piłkarz grający na pozycji obrońcy.

## Kariera piłkarska
Jan Gulba karierę piłkarską rozpoczął w Polonii Bytom, w barwach której 24 lipca 1960 roku w zremisowanym 3:3 meczu u siebie z Odrą Opole zadebiutował w ekstraklasie. Po sezonie 1960, w którym rozegrał zaledwie 7 meczów ligowych, odszedł do Śląska Wrocław, w którym grał do końca sezonu 1962.
Następnie wrócił do Polonii Bytom, z którą w sezonie 1965/1966 zajął 3. miejsce w ekstraklasie. Po sezonie 1966/1967 odszedł z klubu, w którym łącznie rozegrał 46 meczów w ekstraklasie, w których zdobył 6 goli. W sezonie 1967/1968 reprezentował barwy Śląska Wrocław, po czym zakończył piłkarską karierę.

## Kariera reprezentacyjna
Jan Gulba 4 maja 1962 roku zagrał w nieoficjalnym meczu reprezentacji Polski U-23 z Pafawagiem Wrocław we Wrocławiu (6:1). 9 maja 1962 roku w Nordhausen zagrał jedyny oficjalny mecz w reprezentacji Polski U-23, w którym Biało-Czerwoni wygrali 3:1 w meczu towarzyskim z reprezentacją NRD U-23.

## Statystyki

### Reprezentacyjne
| Reprezentacja | Rok     | Mecze | Gole |
| ------------- | ------- | ----- | ---- |
| Polska U-23   | 1962    | 1     | 0    |
| Łącznie       | Łącznie | 1     | 0    |

| Mecze i gole w reprezentacji | Mecze i gole w reprezentacji | Mecze i gole w reprezentacji | Mecze i gole w reprezentacji | Mecze i gole w reprezentacji | Mecze i gole w reprezentacji | Mecze i gole w reprezentacji |
| Lp.                          | Data                         | Miasto                       | Przeciwnik                   | Wynik                        | Rozgrywki                    | Uwagi                        |
| ---------------------------- | ---------------------------- | ---------------------------- | ---------------------------- | ---------------------------- | ---------------------------- | ---------------------------- |
| 1.                           | 09.05.1962                   | Nordhausen                   | NRD U-23                     | 3:1                          | Mecz towarzyski              | 90'                          |

## Sukcesy
Polonia Bytom
- 3. miejsce w ekstraklasie: 1966